# Sacellum

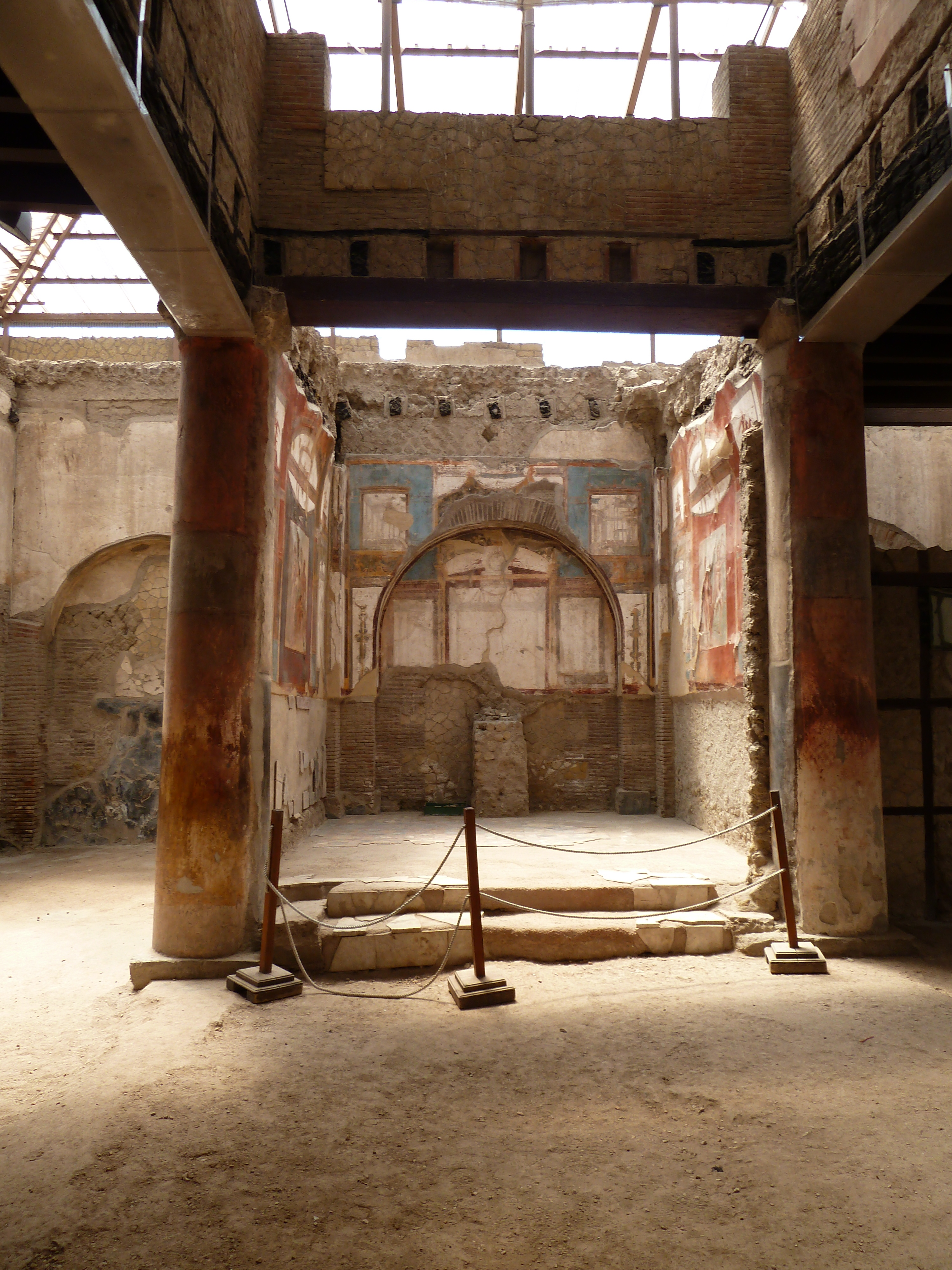
Sacellum, una paraula ambigua que designava petits espais sagrats de diversos aspectes; en aquesta imatge, el sacellum del col·legi dels Augustals a Herculà

Un sacellum (en plural sacella) era un petit espai sagrat que es feien servir com a llocs de culte a l'antiga Roma. Etimològicament, sacellum és un diminutiu de sacrum ('sagrat' o 'relatiu als déus'). N'hi havia de dos tipus: els que estaven en propietats privades i amb manteniment a càrrec d'alguna família i els de caràcter públic, generalment incrustats en la muralla de la ciutat a càrrec de l'estat. Hi havia diverses festes de la religió romana que implicaven fer algun ritual en els sacella: el Septimontium i els Argei.

## Definició
Les definicions que donen Marc Terenci Varró i Verri Flac semblen en contradicció. El primer defineix aquest com a equivalent a cella («espai tancat»), mentre que el segon diu que era un espai sense teulada ni sostre, però tots dos coincideixen que es tractava d'un espai per a contenir quelcom sagrat. Segons Jörg Rüpke, era la forma menys elaborada de temple romà, potser semblant al tipus aedicula. Un sacellum podia ser de línies rectes o corbes.
El seu significat podria coincidir amb el de sacrarium («sagrari»), un lloc per desar objectes sagrats. La connexió entre els dos termes llatins es pot veure en textos que parlen sobre els argei, per als quals també es fa servir la paraula sacraria. A les cases, hi havia un espai sagrat on es guardaven els pentes o imatges que representaven els avantpassats, aquest espai es deia lararium i eren una forma de sacrarium per a honorar els lares. Els dos termes llatins sacellum i sacrarium van passar a formar part del lèxic llatí dels primers cristians.

## Manteniment delssacella
Cada cúria tenia el seu propi sacellum i el seu manteniment estava a càrrec del celeres, que originalment era el guarda personal del rei, el qual tenia funcions de màxima autoritat religiosa als començaments de la monarquia.
Se sap, per un judici esmentat per Ciceró de l'any 50 aC, que un sacellum públic podia passar a estar dins d'una propietat privada sempre que aquests propietaris es fessin càrrec de les despeses i el mantinguessin obert al públic. El cas era una acusació de Marc Celi Ruf contra Appi Claudi Pulcre, que en aquell moment era censor, culpat per no haver mantingut l'accés públic a un sacellum situat dins la seva propietat.

## Elssacellapúblics de Roma
A la ciutat de Roma, n'hi havia vint-i-set per als Argei i dotze amb estàtues de déus, que són:
- el sacellum de Janus, suposadament construït per Ròmul, de base quadrada i amb dues portes, el qual contenia una estatueta d'aquest déu.[10]
- el sacellum dels lares públics,[11] situat al pomerium i també atribuït a Ròmul.[12]
- el sacrarium de Mart, que contenia la llança sagrada i estava dins l'edifici de la Règia.
- el Sacellum (també anomenat aedes) d'Hèrcules, al Forum Boarium.[13]
- el sacellum de Caca,[4] la germana de Cacus, al qual Hèrcules va vèncer.
- el sacellum de Diana, al turó del Celi, on alguns senadors anaven per oferir sacrificis anuals,[14] i que probablement només era un lar compitalici.[15]
- el sacellum (també anomenat delubrum) de Minerva capta, també al Celi amb una estàtua d'aquesta deessa que va ser portada de Falerii quan la ciutat fou capturada pels romans l'any 241 aC.[16]
- el sacellum de Júpiter Fagutalis, situat al Lucus Fagutalis ("la fageda sagrada") del turó Esquilí.[17]
- el sacellum de Naenia.[18]
- el sacellum de Pudicitia Patricia.[19]
- el sacellum de Dea Murcia, al peu de l'Aventí.[20]
- els sacella o sacraria dels Argei,[21] que segons Varró n'eren 27 i estaven repartits per tota la ciutat, excepte al Capitoli i a l'Aventí. Només es coneix el lloc d'alguns d'aquests sacella. La regió Suburana en tenia almenys sis (la quarta parada de la processó estava situada al districte Carinae, la sisena a la Subura). La regió de l'Esquilí en tenia almenys sis (tres estaven situats a l'Oppius: la primera, tercera i quarta parades de la processó). Hi havia dos sacella al turó Cisipus (la cinquena i la sisena estació). La regió Colline en tenia almenys sis (la tercera sobre el Quirinal, la quarta al collis Salutaris la cinquena al collis Mucialis, la sisena al collis Latiaris). La regió Palatina tenia almenys set (la quarta al Germal i la setena al Vèlia).[22]